# Виторио Венето (Тревизо)
Виторио Венето (итал. Vittorio Veneto) је насеље у Италији у округу Тревизо, региону Венето.
Према процени из 2011. у насељу је живело 24789 становника. Насеље се налази на надморској висини од 119 м.

## Становништво
| 1931.  | 1936.  | 1951.  | 1961.  | 1971.  | 1981.  | 1991.  | 2001.  | 2011.  |
| ------ | ------ | ------ | ------ | ------ | ------ | ------ | ------ | ------ |
| 24.673 | 23.475 | 24.979 | 27.399 | 30.891 | 30.193 | 29.231 | 29.184 | 28.656 |